# Elecciones parlamentarias de Malí de 2020
Se realizaron elecciones parlamentarias en Malí el 29 de marzo de 2020 con una segunda vuelta el 19 de abril del mismo año.Inicialmente estaban programadas para celebrarse el 25 de noviembre y el 16 de diciembre de 2018 pero se trasladaron a abril de 2019 y luego a junio de 2019  antes de ser pospuestas hasta 2020 por el Consejo de Ministros.  Las elecciones se vieron empañadas por la violencia en el norte y el centro del país.

## Sistema electoral
De 147 miembros de la Asamblea Nacional, 125 son elegidos entre circunscripciones que utilizan el sistema de dos rondas, mientras que en las circunscripciones donde hay más de un asiento, se utiliza un sistema de listas de partido. Todos los elegidos cumplirán un mandato de 5 años.
La Ley 2015-052 del 18 de diciembre de 2015 estableció una ley de paridad de género que exige un porcentaje mínimo del treinta por ciento de mujeres para los candidatos a los órganos electos malienses y para los nombramientos en los órganos gubernamentales, tras ganar una votación en la Asamblea Nacional el 12 de noviembre de 2015. En la primera vuelta de las elecciones legislativas de 2020, 427 de los 1451 candidatos eran mujeres. En el resultado final de la segunda vuelta, el nuevo parlamento tenía 42 mujeres de 147 escaños (29%), aproximadamente tres veces la fracción del 9,5% en el parlamento anterior.

## Conducta
El líder de la oposición, Soumaïla Cissé, fue secuestrado el 26 de marzo, tres días antes de las elecciones. Los jefes de las aldeas, los funcionarios electorales y un observador electoral fueron secuestrados; hubo amenazas de muerte y una comisaría de policía fue saqueada, según la Coalición para la Observación de las Elecciones en Malí, que había enviado 1.600 observadores. Nueve personas murieron cuando su vehículo chocó contra una mina terrestre el 29 de marzo. El 30 de marzo, tres soldados murieron y tres resultaron heridos en otra mina terrestre. Un grupo alineado con Al Qaeda asumió la responsabilidad de los atentados, así como de un ataque contra soldados y la muerte de un grupo de cazadores dozo el 27 de marzo.
Algunas personas no pudieron votar el 19 de abril, y el 30 de abril el Tribunal Constitucional anuló los resultados de 31 escaños. La Agrupación por Malí de Keita obtuvo diez escaños adicionales en el Parlamento, lo que lo convierte en el bloque más grande.

## Resultados
Los partidos formaron diferentes alianzas en diferentes distritos electorales, lo que hizo imposible determinar un conjunto nacional de cifras de votos. Las elecciones continuaron con una tendencia de décadas de participación por debajo del 40% en el país, y las elecciones de primera vuelta se vieron empañadas por la violencia en el norte y centro del país.
|                                                                                         | Asamblea por Malí                                         | 10             | 41             | 51             | 15             |
|                                                                                         | Partido Africano para la Solidaridad y la Justicia        | 2              | 22             | 24             | 8              |
|                                                                                         | Unión por la República y la Democracia                    | 4              | 15             | 19             | 2              |
|                                                                                         | Movimiento por Malí                                       | 0              | 10             | 10             | Nuevo          |
|                                                                                         | Alianza Democrática por la Paz                            | 3              | 3              | 6              | 4              |
|                                                                                         | Convergencia para el Desarrollo de Malí                   | 0              | 5              | 5              | Sin cambios    |
|                                                                                         | Alianza para la Solidaridad en Malí                       | 0              | 4              | 4              | 2              |
|                                                                                         | Unión por la Democracia y el Desarrollo                   | 0              | 4              | 4              | 3              |
|                                                                                         | Solidaridad Africana por la Democracia y la Independencia | 1              | 2              | 3              | 2              |
|                                                                                         | Yéléma                                                    | 1              | 1              | 2              | 2              |
|                                                                                         | Partido por el Renacimiento Nacional                      | 0              | 2              | 2              | 1              |
|                                                                                         | Convención Social Demócrata                               | 0              | 2              | 2              | Sin cambios    |
|                                                                                         | Partido por la Restauración de los Valores de Malí        | 0              | 1              | 1              | Sin cambios    |
|                                                                                         | Unión de Malí por el Rally Democrático Africano           | 1              | 0              | 1              | 1              |
|                                                                                         | Partido por el Desarrollo Económico y la Solidaridad      | 0              | 1              | 1              | 2              |
|                                                                                         | Alianza por la República                                  | 0              | 1              | 1              | Nuevo          |
|                                                                                         | Movimiento Patriótico de Renovación                       | 0              | 1              | 1              | 2              |
|                                                                                         | Unión de Fuerzas Democráticas para el Progreso            | 0              | 1              | 1              | 1              |
|                                                                                         | Partido Kanu de Malí                                      | 0              | 1              | 1              | Nuevo          |
|                                                                                         | Partido Socialista Yelen Kura                             | 0              | 1              | 1              | Nuevo          |
|                                                                                         | Otros partidos                                            | 0              | 5              | 5              | -              |
|                                                                                         | Independientes                                            | 0              | 2              | 2              | 2              |
| Votos emitidos                                                                          | Votos emitidos                                            | Primera vuelta | Primera vuelta | Segunda vuelta | Segunda vuelta |
| Votos emitidos                                                                          | Votos emitidos                                            | Votos          | %              | Votos          | %              |
| Votos válidos                                                                           | Votos válidos                                             | 2,603,157      | 95.48          | 2,186,077      | 92.67          |
| Votos inválidos y en blanco                                                             | Votos inválidos y en blanco                               | 123,135        | 4.52           | 172,832        | 7.33           |
| Total                                                                                   | Total                                                     | 2,726,292      | 100            | 2,358,909      | 100            |
| Votantes registrados/participación                                                      | Votantes registrados/participación                        | 7,663,464      | 35.58          | 6,691,305      | 35.25          |
| Fuente: Constitutional Court, Full results, MaliWeb CC 2nd round Full results 2nd round |                                                           |                |                |                |                |

## Reacciones
Los partidos de la oposición crearon el Movimiento del 5 de junio (Movimiento de las Fuerzas Patrióticas) y miles de personas, encabezadas por Mahmoud Dicko, marcharon en protesta el 5 de junio. Soumaïla Cissé fue reelegido como primer ministro el 11 de junio, y el 19 de junio se llevaron a cabo protestas masivas para pedir la renuncia del presidente Keita.
Un golpe de Estado forzó la dimisión de Keita y Dicko, así como la disolución del parlamento el 19 de agosto.